# Freebook
FreeBook är ett bokförlag i Stockholm som sedan 1990 arbetar med att förse skolor med läroböcker utan kostnad. Böckerna finansieras genom att myndigheter, organisationer och företag medverkar i slutet av böckerna med presentationer om deras verksamhet.
Följande böcker finns i serien:
- Aktieboken
- Miljöboken
- Samhällsboken - hur styrs Sverige?
- Teknikboken
- Privatekonomi & vardagsjuridik
- Företagen och framtiden
- Arbetsmarknadsboken

Varje år ges 350 000 skolböcker ut av FreeBook.
Förlaget riktar sig till gymnasielärare, men också högstadie- och komvuxlärare.
Finansiärerna är företag, myndigheter och organisationer. Dessa får möjlighet att presentera sig själva och sina verksamheter i böckerna, men kan inte påverka faktainnehållet - böckerna är tydligt uppdelade i en faktadel och en presentationsdel.
I böckerna medverkar varje år ca 130 stycken stora och medelstora företag. Även flera av de stora myndigheterna och organisationerna medverkar.
Böckerna beställs av lärare under året och distribueras vid trycktillfället. Om intresset överstiger tillgången fördelas böckerna enligt principen först till kvarn.